# グロッグ

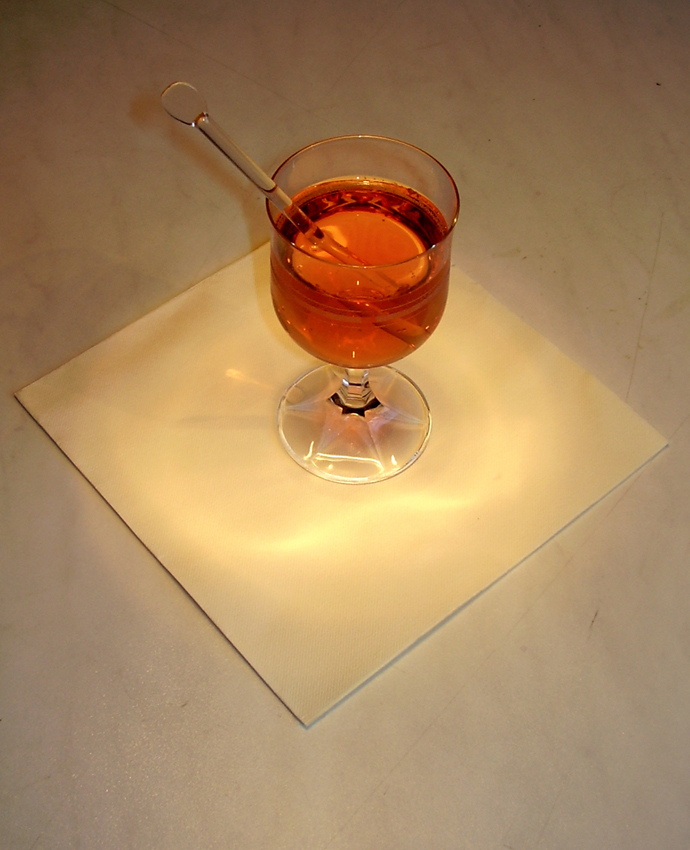
Grog

グロッグ（英語: grog）は、ラム酒の水割りのこと。特にイギリス海軍の乗員に支給された酒 (ラム・レーション) を意味する。近年では、下記のようなカクテルとしても飲まれている。カクテル名はラムに水を混ぜることを考えたイギリス海軍提督のあだ名から付けられた。

## 由来

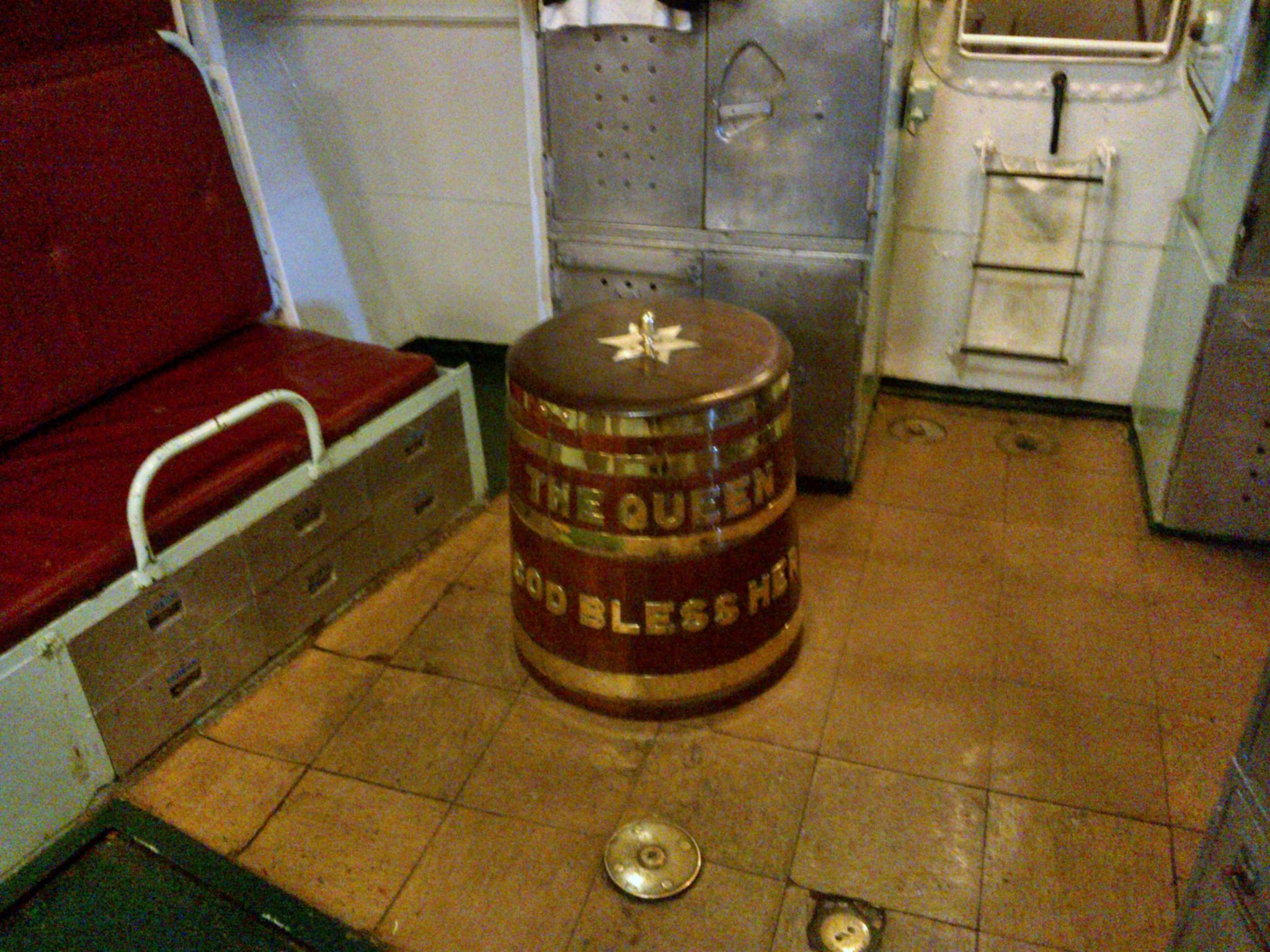
キャヴァリア艦内にあるグロッグの樽

大航海時代、長期の航海では樽に入れた飲み水に藻が生えて飲めなくなるため、船員への水分補給に酒を配給していた。もともとはビール1ガロン＝8パイントであったが、航海の長期化は液体の保存の困難さや積み込み量を増大させたことから、これをワインまたはスピリッツ（蒸留酒）1パイントに置き換えることができるとされた。1655年のジャマイカ征服後は、入手の容易さからラム酒がブランデーに取って代わり、1731年には正式に規則で 1/2 パイント (284ミリリットル〈mL〉) が配給量として定められた。
イギリス海軍の提督エドワード・バーノンは、配給されたラム酒を水兵がすぐに飲まず、数日分をためてから飲み干すという悪癖とそれが引き起こす問題への対策として、保存できなくするために 1/2 パイントのラム酒（rum）と水を 1:4 の割合に混ぜて、さらに1日2回に分けて配給する事にした（1740年8月21日）。これは船員には不評で、提督着古しのグログラム (Grogram) という絹と毛の混紡の粗い布地の上着から “Old Grog” というあだ名が提督に付き、この飲み物は “Old Grog'ram” すなわち “Grog” と呼ばれるようになったという（ラム酒のエピソード項参照）。ラム酒の支給は1823年には半分の 1/4 パイント (142 mL)、1850年にはさらに半分の 1/8 パイント (71 mL) に削減されている。ラム酒と水の割合は初期には 1:4 であったが、第二次世界大戦までは 1:3、戦後は 1:2 であった。また、罰則として 1:6 に薄められることもあったとされる。
後にレシピにレモンジュースが加えられるが、これは壊血病対策として、1795年に当時の医学的意見（医療関係者によって体内の腐敗が原因であるという誤った主張がなされていた）を無視して提督たちの遠征結果から英海軍本部がレモンジュースと砂糖を通常の食事の一部として導入したためである。スペインとフランスが対イギリス同盟を組んだ第二次サン・イルデフォンソ条約以降、レモンが入手できなくなると代替品として西インドのライムが使用された。イギリス人のあだ名に「ライミー」が使われるようになったのはこれがきっかけである。
アメリカ海軍においては1794年に議会によってビール1クォートまたはスピリッツ1パイントが認められていたが、1797年にスピリッツ 1/2 パイントに削減された。この当時、配給に使われたスピリッツとはラム酒であったが、トーマス・ジェファーソン大統領のもとで海軍長官を務めたロバート・スミスは、1805年で4万5000ガロンが配給で消費されたラム酒を国内産であるアメリカ製ライ・ウイスキーで代替することを発案し、1806年には2万ガロンをライ・ウイスキーとし、また、バーノン提督同様に水で希釈して配給するよう指示した。これが受け入れられたことから配給はライ・ウイスキーへと永続的に変更されたが、水兵たちはイギリス海軍に倣って水で割ったライ・ウイスキーを「ボブ・スミス」と呼んだと言われる。
イギリス海軍では1970年7月31日までグロッグ（正確には水で希釈済みを渡されるのは下士官兵で、士官にはラムがそのまま支給された）の配給を続けた。この最後の配給日は水兵の嘆きをもって「ブラックトットデイ」と呼ばれている。スピリッツの配給はアメリカ海軍は1862年、カナダ海軍が1972年、ニュージーランド海軍では1990年に廃止されているが、21世紀の今日においてラム酒の配給が完全に無くなったわけではない。
Splice the mainbrace帆船時代の「戦闘中に切れた主檣の転桁索を繋ぎ直す」という困難な任務の達成においてラム酒の追加配給が振る舞われたことを起源とする報奨の婉曲表現がある。ただし、この命令の発令者は非常に限られている。ブラックトットデイ以降でこの命令が出された例として、チャールズ皇太子の成婚、ウイリアム王子の誕生、フォークランド戦勝、エリザベス女王在位50周年、トラファルガー戦勝200周年記念観艦式、カナダ海軍100周年、エリザベス女王在位60周年、ルイ王子の誕生などがある。

## 現代での用法
北欧諸国などではグリューワイン（ホットワイン）を「グロッグ」（丁: Gløgg、諾: Gløgg）と呼ぶが「海軍で配給されたラム酒 (rum ration)」との関連は無い。スウェーデン語での glödgad は焼きなましを意味し、転じて焦げた、温めたの意味であり、起源は16世紀に遡るため全くの別物である。北欧諸国や英語圏の一部サブカルチャーで用いられるラム酒を起源とするグロッグは、ソフトドリンクで割った蒸留酒一般を指す。
オーストラリアでは開拓初期から数十年間、労働者階級にとって “Sly grog shop（酒類販売免許を持たない非合法な酒店）” の希釈あるいは粗悪なグロッグが入手できる唯一のアルコール飲料であったことから、現代のオーストラリア、ニュージーランドではグロッグはアルコール飲料に関連する俗称となっている。
また、酔ってふらふらの状態をグロッキーと呼ぶ事があるが、グロッグを飲み酩酊状態に陥った者という意味の「グロッギー (groggy)」が転訛したものである。

## 標準的なレシピ
- ダーク・ラム : 45ml8/7
- レモン・ジュース : 15ml
- 角砂糖 : 1個
- シナモン・スティック : 1本
- 熱湯 : 適量
- クローブ : 3、4粒

### 作り方
1. 温めたタンブラーに、ラム、レモン・ジュースを注ぐ。
2. 角砂糖、シナモン・スティックを入れる。
3. 熱湯で満たす。
4. かき混ぜる。
5. クローブを浮かべる。

### 備考
- 各材料の割合は、飲む人の好みに応じて増減される場合もある。

## バリエーション
コーヒーにラムを入れたもの（ラムのコーヒー割り）を、コーヒー・グロッグと呼ぶ。ただし、通常はラムの他に適量の砂糖やバターを加える。このコーヒーにラムを入れるという飲み方は特に北ヨーロッパで好まれている。なお、バターの代わりに生クリームを使う場合もある。

## 類似の飲み物
オーストリアからドイツ南部にかけて、ヤーガーテー（ドイツ語: Jagertee）もしくはイェーガーテー (Jägertee) と呼ばれるホットカクテルが冬季の名物となっている。名称は「猟師のお茶」を意味し、紅茶と「国産ラム」（アルコールと水を混和し、色素や香料でラムに似せたスピリッツ）を混ぜ合わせてスパイスや砂糖を加えてから、グリューワインのように温めて提供される。瓶詰めされた調味済みイェーガーテーも市販されている。